# テルツォ・ダクイレーイア
テルツォ・ディ・アクイレイア（伊: Terzo di Aquileia）は、イタリア共和国フリウリ＝ヴェネツィア・ジュリア州ウーディネ県にある、人口約2,700人の基礎自治体（コムーネ）。

## 地理

### 位置・広がり

#### 隣接コムーネ
隣接するコムーネは以下の通り。括弧内のGOはゴリツィア県所属を示す。
- アクイレイア
- チェルヴィニャーノ・デル・フリウーリ
- フィウミチェッロ・ヴィッラ・ヴィチェンティーナ
- グラード (GO)
- トルヴィスコーザ

### 気候分類・地震分類
テルツォ・ダクイレーイアにおけるイタリアの気候分類 (it) および度日は、zona E, 2244 GGである。
また、イタリアの地震リスク階級 (it) では、zona 3 (sismicità bassa) に分類される。

## 行政

### 分離集落
テルツォ・ディ・アクイレイアには、以下の分離集落（フラツィオーネ）がある。
- Malborghetto (parte), Muruzzis, Paludo, Ponte Rosso, Ronchi, San Martino